# NGC 281
NGC 281 is een emissienevel in het sterrenbeeld Cassiopeia. NGC 281 bevindt zich in de Melkweg en staat op ongeveer 9500 lichtjaar van de Aarde. Vanwege de gelijkenis met de hoofdfiguur van het gelijknamige computerspel wordt de nevel in het Engels ook wel de Pac-Man-Nevel genoemd.
NGC 281 werd op 16 november 1881 ontdekt door de Amerikaanse astronoom Edward Emerson Barnard.

## Externe links

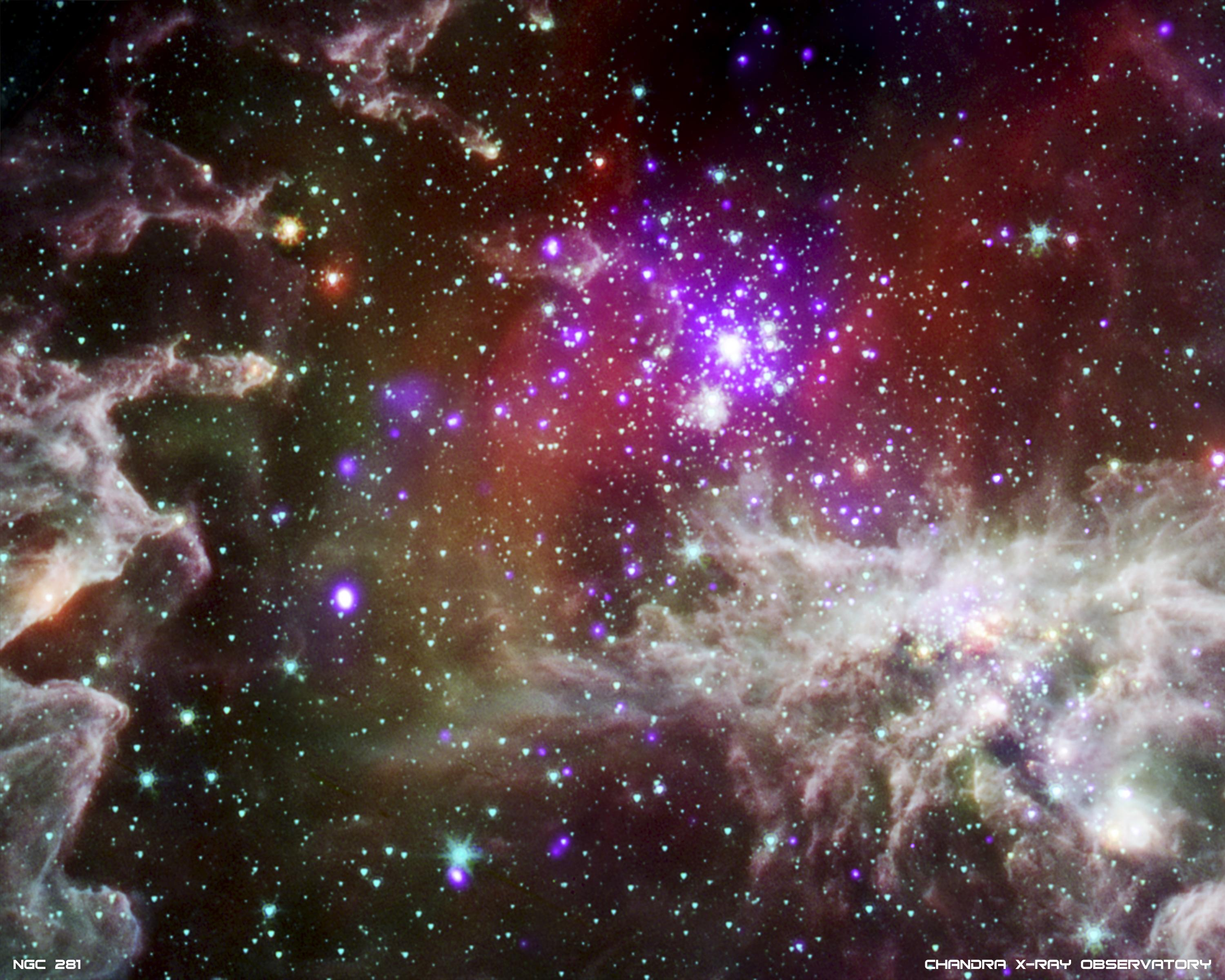
Samengestelde afbeelding van NGC 281. Paars is röntgenstraling (Chandra X-Ray Observatory), rood, groen, en blauw is infraroodstraling (Spitzer Space Telescope).

## Synoniemen
- IC 11
- Sharpless 184
- LBN 616
- OCL 313